# Ponam-dong
Ponam-dong (koreanska: 포남동) är en stadsdel i den centrala delen av Gangneung i provinsen Gangwon i den nordöstra delen av Sydkorea, 170 km öster om huvudstaden Seoul.
I Gangneungs olympiska park i stadsdelen Ponam 2-dong ligger ett antal arenor som användes vid olympiska vinterspelen 2018; Gangneung curlingcenter, Gangneung hockeycenter, Gangneung ishall och Gangneung skridskocenter (Gangneung Oval).

## Indelning
Administrativt är Ponam-dong indelat i:
| Namn    | Namn             | Yta i km² | Invånare 31 dec 2018 |
| ------- | ---------------- | --------- | -------------------- |
| 포남1동 | Ponam 1(il)-dong | 1,30      | 11 184               |
| 포남2동 | Ponam 2(i)-dong  | 2,58      | 14 191               |